# For Better or for Worse (film 1913)
For Better or for Worse è un cortometraggio muto del 1913. Il nome del regista non viene riportato.

## Produzione
Il film fu prodotto dall'Eclair American.

## Distribuzione
Distribuito dall'Universal Film Manufacturing Company, uscì nelle sale cinematografiche USA il 19 marzo 1913. È conosciuto anche con il titolo alternativo For Better or Worse.